# Ubojstvo zbog časti
Ubojstvo zbog časti je ubojstvo člana obitelji ili iste društvene skupine od strane drugih članova, zbog uvjerenja počinitelja, da je žrtva nanijela sramotu obitelji ili zajednici. Najviše je prisutno u Sjevernoj Africi, Jugozapadnoj Aziji i na Indijskom potkontinentu.
Neka od djela, zbog kojih se najčešće dogodi ubojstvo zbog časti obično su: neprihvatljiva moderna odjeća, spolni odnos prije braka, homoseksualni odnos, korištenje moderne tehnologije (mobiteli, kompjuteri i dr.), protivljenje dogovorenom braku, izbor bračnog druga neprihvatljivog zajednici. Počinitelji se drže principa: "bolje da umre jedna osoba nego da cijela obitelj umre od srama."
Prema procjeni Ujedinjenih naroda, godišnje ima oko 5,000 ubojstva iz časti. Mnoge ženske udruge na Bliskom istoku i jugozapadu Azije sumnjaju, da je više od 20.000 žena ubijeno u svijetu svake godine zbog časti. Žrtve u rjeđim slučajevima mogu biti i muškarci, ako su npr. sudjelovali u "sramotnom" činu s okrivljenom ženom.
Patrijarhalni moral stavlja čast cijele obitelji u vezu s nevinošću djevojke, odnosno s čednošću udane žene. Međutim, ne pravi se razlika između toga je li djevojka nevinost izgubila samovoljno ili silom silovanjem. Ako je "sramota" vidljiva za susjede, mogućom trudnoćom neudane djevojke, jedina šansa da se povrati izgubljena čast je njezina smrt. Od ostalih pripadnica ženskog spola u obitelji, djevojka ne može očekivati pomoć, jer je i njihov zadatak da održe čast. "Obečašćenje" jedne djevojke može uništiti šanse za udaju svih njenih sestara. Ubojstva zbog časti prisutnija su u patrijahalnim sredinama, gdje su žene građanke drugog reda i gdje ne postoji zakon koji kažnjava nasilje u obitelji te zbog nesposobnosti države da nametne provedbu zakona, te tradicije koja nadležnost za takva pitanja prepušta plemenskim i lokalnim vođama. Ponegdje je "kazna" i silovanje prije ubojstva ili silovanje bez ubojstva. Izvršavanje ubojstva iz časti obično je vrlo okrutno, nemilosrdno i barbarsko. Počinitelji najčešće ne osjećaju krivnju ili suosjećanje zbog ubojstva iz časti, već olakšanje, što su "spasili čast" obitelji ili plemena. Opravdavaju svoje nedjelo "neprimjerenim slobodnim životom" žrtve. Nemaju razvijenu svijest o pravima ženama. U nekim zemljama, ubojstva radi časti ponekad se službeno ni ne evidentiraju. 
Najčešće se događa u muslimanskim zajednicama, ali i kod drugih vjerskih zajednica npr. kod budista ili kršćana. U Jordanu je češće kod kršćana, nego kod muslimana, a najćešće se događa kada se kršćanske djevojke žele udati za muslimane. "Čast" obitelji, društava i plemena nadilazi religije i ljudsku samilost. 
U većini slučajeva, optuženici se izvuku na provokaciju od strane žrtve ili na dobro ponašanje u pritvoru i prođu s mnogo manjom kaznom od predviđene. Mnogo puta, ubojstvo iz časti izvrši maloljetni muški član obitelji, koji ne dospije u zatvor, jer nije punoljetan.
Prema podacima UN-a, ubojstva zbog časti događaju se u zemljama kao što su: Egipat, Jordan, Libanon, Maroko, Pakistan, Sirija, Turska, Jemen, te drugdje na Mediteranu i na području Perzijskog zaljeva, te također u zapadnim zemljama, kao što su Francuska, Njemačka i Velika Britanija, unutar migrantskih zajednica. Prema kasnijem izvješću UN-a, ubojstva zbog časti dogodila su se i u državama kao što su: Bangladeš, Brazil, Ekvador, Indija, Izrael, Italija, Švedska i Uganda. Prema istraživanju u Njemačkoj, razlog za ubojstva iz časti je "nedostatno pokorena ženska seksualnost", žrtve uglavnom imaju između 18 i 29 godina, a počinitelji najčešće potječu iz slabo integrirane niske klase useljenika, dok se fenomen gotovo ne bilježi u socijalno i ekonomski stabilnijim useljeničkim miljeima.
Pitanja časti i ubojstva zbog časti, teme su turskih tv-serija od kojih su neke prikazane i u Hrvatskoj. U tv-seriji "Izgubljena čast", glavna junakinja prisiljena je udati se nakon silovanja. U tv-seriji "Sila", prikazano je mnogo ubojstva zbog časti nad ženama, koje su prekršile plemenske običaje. Procjenjuje se kako polovica ubojstava u Turskoj otpada na ubojstva radi časti. U Turskoj je proteklih godina zabilježen drastičan porast broja ubijenih žena. Dok je 2002. ubijeno 66 žena, broj se u protekle tri godine popeo na oko 1,000. Razlozi su: porast nezaposlenosti, kultura nasilja, patrijahalna stranka na vlasti i dr. 